# Martinice (Jenišovice)
Martinice jsou malá vesnice a část obce Jenišovice v okrese Chrudim. Nachází se asi jeden kilometr jihozápadně od Jenišovic. Martinice leží v katastrálním území Jenišovice u Chrudimi o výměře 4,25 km².

## Historie
První písemná zmínka o vesnici pochází z roku 1318.